# Барка (приток Маткомы)
Барка — река в России, протекает по Щетинскому сельском поселении Череповецкого района Вологодской и Пошехонском району Ярославской области. Длина реки составляет 14 км.

## Течение
Исток находится в болотистой лесной местности в Вологодской области к востоку от деревни Бараново. Течёт преимущественно в южном направлении. Населённых пункты на реке находятся только в Гаютинском сельском округе Пошехонского района Ярославской области: деревни Гаврилково и Корино, а также нежилая деревня Чельнеги. Устье реки находится в 5 км по правому берегу реки Маткома у деревни Корино.

## Данные водного реестра
По данным государственного водного реестра России относится к Верхневолжскому бассейновому округу, водохозяйственный участок реки — Рыбинское водохранилище до Рыбинского гидроузла и впадающие в него реки, без рек Молога, Суда и Шексна от истока до Шекснинского гидроузла, речной подбассейн реки — Реки бассейна Рыбинского водохранилища. Речной бассейн реки — (Верхняя) Волга до Куйбышевского водохранилища (без бассейна Оки).
Код объекта в государственном водном реестре — 08010200412110000009731.